# Klaus W. Bender
Klaus W. Bender (* 15. Dezember 1938 in Darmstadt) ist ein deutscher Journalist und Buchautor.

## Leben
Er studierte in München, später in Köln, Wirtschafts- und Sozialwissenschaften und schloss dieses Studium 1964 als Diplom-Kaufmann ab. Unmittelbar danach trat er in das Forschungsinstitut der Friedrich-Ebert-Stiftung ein. Diese entsandte ihn 1966 an ihr neues Regionalbüro in Japan.
1970 wagte Bender dort den lang geplanten Absprung in den Journalismus. Er berichtete nun aus Tokio über japanische Wirtschaftsfragen, zunächst als freier Journalist für eine Reihe deutscher und schweizerischer Regionalzeitungen, dann als „fester Freier“ für Handelsblatt und Der Spiegel. 1972 trat Bender auf in die Redaktion der Frankfurter Allgemeinen Zeitung (FAZ) ein. Von Tokio aus berichtete er nun exklusiv für die FAZ aus der asiatischen Region über Politik, Wirtschaft und Kultur. Recherchereisen führten ihn in alle Länder Südost- und Ostasiens, ausgenommen Indochina. Höhepunkte waren Reisen nach China, nach Nordkorea und in den Osten der Sowjetunion. 
Nach 14 Jahren Japan-Aufenthalt wurde Bender 1980 nach Europa versetzt und berichtete nun von Rom aus für die FAZ über die Wirtschaft Italiens sowie ausgewählte Länder im Mittelmeer-Raum. Nach 12 Jahren in Italien brachte der Fall der Berliner Mauer Bender Anfang 1992 nach Österreich, wo er von Wien aus als FAZ-Wirtschaftskorrespondent für Ost- und Südosteuropa arbeitete.
Im Sommer 2000 schied Bender vorzeitig aus dem aktiven Journalismus aus, um ein Sachbuch über die internationale Hochsicherheitsdruckindustrie – sie fertigt Banknoten, Pässe, Kreditkarten usw. – zu schreiben, blieb seiner Zeitung jedoch als Autor für Spezialthemen verbunden. Mit Blick auf die kommende europäische Gemeinschaftswährung, den Euro, hatte er, parallel zu seiner mit vielen Reisen verbundenen Korrespondententätigkeit, bereits 1996 mit der Materialsammlung zu diesem Thema begonnen. Im Zuge dieser Recherchen deckte Bender im Jahr 2000 in der FAZ den Fehldruck von mehreren Hundert Millionen 100-Euro-Banknoten durch die Hochsicherheitsdruckerei Giesecke & Devrient auf. Später berichtete Bender in der FAZ als erster über die Ereignisse rund um die Privatisierung der Bundesdruckerei in Berlin.
2004 veröffentlichte Bender die Summe seiner jahrelangen Recherche über die Hochsicherheitsdruckindustrie in dem Buch „Geldmacher, das geheimste Gewerbe der Welt“. Es ist das erste Buch weltweit über diese Branche und wurde selbst von der kritischen Industrie positiv aufgenommen, stand in Deutschland, Schweiz und Österreich auf der Bestsellerliste. 2006 erschien in einer aktualisierten Version die englische Übersetzung unter dem Titel „Moneymakers, the secret world of banknote printing“ wieder bei J. Wiley.